# Resolutie 2015 Veiligheidsraad Verenigde Naties
Resolutie 2015 van de Veiligheidsraad van de Verenigde Naties werd op 24 oktober 2011 unaniem door de VN-Veiligheidsraad aangenomen.
De resolutie vroeg de secretaris-generaal om met het VN-Drugs- en Misdaadkantoor en het VN-Ontwikkelingsprogramma Somalië en de landen eromheen te consulteren om uit te zoeken welke internationale steun nodig zou zijn om de antipiraterijrechtbanken operationeel te krijgen en welke regelingen getroffen moeten worden om piraten uit te leveren.
De rechtbanken moesten gezag krijgen over zowel de piraten zelf als zij die aanzetten tot en steun leverden aan piraten.
In navolging van de rechtbanken moest ook gewerkt worden aan de bouw en uitbating van gevangenissen voor veroordeelde piraten.

## Achtergrond
In 1960 werden de voormalige kolonies Brits Somaliland en Italiaans Somaliland onafhankelijk en samengevoegd tot Somalië.
In 1969 greep het leger de macht en werd Somalië een socialistisch-islamitisch land.
In de jaren 1980 leidde het verzet tegen het totalitair geworden regime tot een burgeroorlog en in 1991 viel het centrale regime.
Vanaf dan beheersten verschillende groeperingen elke een deel van het land en enkele delen scheurden zich ook af van Somalië.
Toen milities van de Unie van Islamitische Rechtbanken de hoofdstad Mogadishu veroverden greep buurland Ethiopië in en heroverde de stad.
In 2008 werd piraterij voor de kust van Somalië een groot probleem.

## Inhoud

### Waarnemingen
Men bleef ernstig bezorgd om de toenemende piraterij en overvallen op schepen voor de kust van Somalië.
Het bedreigde Somalië en diens buurlanden, alsook de veiligheid van de commerciële scheepvaart.
Men had tevens opgemerkt dat de piraten steeds meer geweld gebruikten, en een oplossing voor dit probleem drong zich op.
Hiertoe was het noodzakelijk dat de Somalische economie wind in de zeilen kreeg.
Veel landen hadden piraterij reeds tot een strafbaar feit gemaakt, al waren er nog steeds landen waar dit niet het geval was.
Het was van belang dat piraten vervolgd werden om het probleem aan de Somalische kust aan te pakken.
Dat gebeurde onvoldoende en vaak werden piraten zelfs zonder gevolg vrijgelaten.
Intussen werkten de VN voort aan gespecialiseerde antipiraterijrechtbanken in Somaliland en Puntland.
Ook werd de gangbare praktijk van de piraten om gijzelaars te nemen veroordeeld.
Men stelde vragen bij de onmenselijke omstandigheden waarin zij werden vastgehouden en riep op tot hun onmiddellijke vrijlating.

### Handelingen
Het ultieme doel bleef Somalië in staat te stellen zelf op te treden tegen de piraten.
Het overgangseindplan van 6 september van de overgangsregering van Somalië bevatte ook beleidspunten en wetten betreffende piraterij.
Ook werden alle landen opgeroepen tot samenwerking om piraten en hen die opriepen op of meewerkten aan piraterij te vervolgen.
Bij landen waar piraterij niet strafbaar was werd erop aangedrongen dit alsnog strafbaar te maken.
Intussen werd de oprichting van de antipiraterijrechtbanken verder in beraad gehouden.

## Verwante resoluties
- Resolutie 1976 Veiligheidsraad Verenigde Naties
- Resolutie 2010 Veiligheidsraad Verenigde Naties
- Resolutie 2020 Veiligheidsraad Verenigde Naties
- Resolutie 2036 Veiligheidsraad Verenigde Naties (2012)

Lijst ·  1967 ·  1968 ·  1969 ·  1970 ·  1971 ·  1972 ·  1973 ·  1974 ·  1975 ·  1976 ·  1977 ·  1978 ·  1979 ·  1980 ·  1981 ·  1982 ·  1983 ·  1984 ·  1985 ·  1986 ·  1987 ·  1988 ·  1989 ·  1990 ·  1991 ·  1992 ·  1993 ·  1994 ·  1995 ·  1996 ·  1997 ·  1998 ·  1999 ·  2000 ·  2001 ·  2002 ·  2003 ·  2004 ·  2005 ·  2006 ·  2007 ·  2008 ·  2009 ·  2010 ·  2011 ·  2012 ·  2013 ·  2014 ·  2015 ·  2016 ·  2017 ·  2018 ·  2019 ·  2020 ·  2021 ·  2022 ·  2023 ·  2024 ·  2025 ·  2026 ·  2027 ·  2028 ·  2029 ·  2030 ·  2031 ·  2032